# 13927 Grundy
A 13927 Grundy (ideiglenes jelöléssel 1987 SV3) a Naprendszer kisbolygóövében található aszteroida. Edward L. G. Bowell fedezte fel 1987. szeptember 26-án.